# Dunham-on-the-Hill
Dunham-on-the-Hill – wieś i były civil parish w Anglii, w hrabstwie ceremonialnym Cheshire, w dystrykcie (unitary authority) Cheshire West and Chester, w civil parish Dunham-on-the-Hill and Hapsford/Manley. W 2011 roku civil parish liczyła 501 mieszkańców. Dunham on the Hill jest wspomniana w Domesday Book (1086) jako Doneham.